# Haploa vestalis
Haploa vestalis là một loài bướm đêm thuộc phân họ Arctiinae, họ Erebidae.